# Sekirei
Sekirei (セキレイ tạm dịch: "Chim chìa vôi") là một loạt truyện tranh Nhật Bản sáng tác bởi Gokurakuin Sakurako. Truyện được đăng trên tạp chí dành cho thanh niên Young Gangan xuất bản từ tháng 12 năm 2004 và đơn hành bản đầu tiên được ấn hành vào ngày 25 tháng 6 năm 2005. Cho đến ngày 25 tháng 6 năm 2010 10 tập đơn hành bản đã được ấn hành ở Nhật Bản. Truyện đã được chuyển thể thành phim hoạt hình, sản xuất bởi Seven Arcs, đạo diễn bởi Kusakawa Keizō và được phát sóng trên truyền hình Nhật Bản từ tháng 7 đến tháng 8 năm 2008 (mùa 1) và tháng 7 đến tháng 9 năm 2010 (mùa 2). Cả hai mùa của phim đều được mua bản quyền ở Bắc Mỹ bởi Funimation Entertainment.
Nhân vật chính của Sekirei là Sahashi Minato, một thanh niên với thành tích thi rớt đại học đến hai lần. Tuy nhiên cuộc đời Minato đột ngột thay đổi khi anh tình cờ gặp phải một thiếu nữ kỳ lạ mang tên Musubi.

## Cốt truyện
Bối cảnh truyện diễn ra tại Tokyo (trong truyện gọi là Tân Đông Đế đô (新東帝都 Shintō Teito)) vào năm 2020. Nhân vật chính của Sekirei là một thanh niên 19 tuổi tên là Sahashi Minato, người lập "thành tích" thi rớt đại học đến 2 lần. Thêm vào đó, anh không hề giỏi giao tiếp với phụ nữ và đang trong tình trạng thất nghiệp. Anh cũng tỏ ra yếu đuối trước người mẹ và em gái của mình. Trên thực tế Minato là một người rất thông minh nhưng tinh thần của anh không đủ mạnh để đương đầu với áp lực thi cử, điều đó dẫn đến việc Minato nhiều thất bại liên tiếp và bị mọi người hiểu nhầm là một tên đần hay một kẻ thất bại.
Một ngày nọ, Minato tình cờ gặp Musubi, một thiếu nữ kỳ lạ với cách xuất hiện cũng không bình thường: rơi từ trên trời xuống đất. Minato sau đó nhận ra rằng, cô bạn mới quen là một người mang năng lực đặc biệt được gọi là "Tích linh" (鶺鴒, Sekirei, có nghĩa là "chim chìa vôi"), và anh cũng chính là một "Vi nha" (葦牙, Ashikabi) của Musubi - người mang những gene đặc biệt có khả năng "đánh dấu" các Tích linh, khiến sức mạnh của Tích linh được kích hoạt và cũng khiến các Tích linh trở thành người bảo vệ cho anh trong các trận chiến với những Tích linh khác. Các Tích linh trong truyện bao hàm những thiếu nữ hoặc các chàng trai xinh đẹp, họ sẽ đánh nhau kịch liệt nhằm bảo vệ các Vi nha của mình trong một cuộc chiến được gọi là "Trò chơi" hay là Kế hoạch Tích linh do Hiroto Minaka, Chủ tịch của Tập đoàn MBI khởi xướng.
Minato nhanh chóng nhận ra rằng, trở thành Vi nha của một cô gái xinh đẹp như Musubi không phải là một chuyện vui hay một trò đùa, nhất là trong thời gian về sau khi Minato trở thành Vi nha của nhiều Tích linh khác nữa. Thế là, nhân vật nam chính của truyện lâm vào một tình thế hết sức khó xử khi anh vừa phải đối mặt với một cuộc chiến nguy hiểm giữa các Tích linh, đồng thời phải để tâm đến các Tích linh dưới quyền mình khi họ cũng đang cạnh tranh quyết liệt nhằm giành được sự "sủng ái" của Minato.

## Thuật ngữ

### Tích linh
Tích linh (鶺鴒 Sekirei, có nghĩa là Chim chìa vôi) là các sinh vật ngoài vũ trụ có diện mạo và bộ gene gần giống hệt như con người. Con tàu vũ trụ chứa các Tích linh rơi xuống một hòn đảo trên trái đất mang tên là Thần Tọa đảo (神座島 Kamikura-jima) vào năm 1999, và nó được tìm thấy bởi Minaka Hiroto (chủ tịch và người sáng lập tập đoàn MBI) và Sahashi Takami (mẹ của Minato, người đứng đầu nhóm nghiên cứu của MBI). Trên chiếc tàu chứa 108 cơ thể sống, được đặt tên là "Một cột trụ và 107 con chim non". Những cơ thể sống này không ai khác chính là các Tích linh:
- Miya, tích linh số 1 (ban đầu là số 0), nằm trong trạng thái một phụ nữ trưởng thành và nằm trong một khoang hình "cột trụ" ở vị trí trung tâm [3].
- Các Tích linh số 2(Matsu), 3(Kazehana), 4(Karasuba), 5(Mutsu), 6(Homura), 8(Yume), 9(Tsukiumi) và một tích linh "vô danh" số 7 nằm trong dạng phôi thai.
- 99 tích linh còn lại (số 10-108) nằm trong dạng các hợp tử.

Trong số đó, các Tích linh mang số hiệu có một chữ số (1-9) được cho là có sức mạnh đặc biệt, kể cả khi họ chưa được các Vi nha kích hoạt thì họ vẫn mạnh hơn các Tích linh "nhiều chữ số" đã được kích hoạt. Tất cả các Tích linh đều phải trải qua quá trình "điều chỉnh", nhất là các Tích linh một chữ số, nhằm mục đích giúp họ tăng cường sức mạnh cũng như khả năng điều khiển sức mạnh đó. Nhằm giải phóng toàn bộ sức mạnh của mình, một Tích linh phải được kích hoạt bởi một Vi nha bằng cách để Vi nha hôn vào môi mình. Đồng thời, các Tích linh đều có một Chúc từ (祝詞 Norito, tạm dịch là "thần chú"), đây là một khả năng đặc biệt giúp các Tích linh triển khai các tuyệt chiêu có sức mạnh siêu phàm. Để sử dụng Chúc từ, Tích linh cũng cần phải được Vi nha "kích hoạt" bằng một nụ hôn. Đồng thời, các Tích linh nằm dưới quyền của một Vi nha có thể phối hợp các tuyệt chiêu của họ để tạo ra một tuyệt chiêu mạnh hơn, điều này khiến phần lớn các Vi nha nằm trong tình trạng bất lợi vì phần lớn họ chỉ có một Tích linh phục vụ cho mình.
Một Tích linh có một dấu hiệu hình cánh chim chìa vôi sau lưng mình, khi dấu hiệu này biến mất thì Tích linh sẽ bị loại khỏi vòng chiến. Dấu hiệu này sẽ biến mất khi Tích linh bị đánh cho trọng thương hoặc bị một Tích linh khác "điểm huyệt" vào đúng vị trí của dấu hiệu đó. Theo Miya, khi bị loại khỏi vòng chiến thì cuộc đời của Tích linh cũng chấm dứt, tuy nhiên Ichinomi Natsuo có cái nhìn lạc quan hơn. Theo Ichinomi, một Tích linh bị loại khỏi vòng chiến sẽ không chết mà lâm vào trạng thái hôn mê sâu, đồng thời các nhân viên của MBI sẽ lập tức có mặt ở hiện trường để đem Tích linh ấy về trụ sở nhằm chữa trị các vết thương.

### Thần khí
Ngoài các Tích linh trên con tàu vũ trụ cũng chứa tám di vật gọi là Thần khí (神器 Jinki), được đánh số từ 1 tới 8. Khi một người sở hữu toàn bộ các Thần khí đó, người đó có khả năng tước đoạt mạng sống hoặc hồi sinh cho bất kì Tích linh nào mà mình muốn.

### Vi nha
Vi nha (葦牙 Ashikabi) là những người mang trong mình các gene đặc biệt với khả năng kích hoạt sức mạnh của các Tích linh phục vụ dưới quyền mình. Việc kích hoạt Tích linh sẽ được thực hiện thông qua một nụ hôn, và khi được kích hoạt Tích linh sẽ "mọc cánh" và trở thành người bảo vệ cho Vi nha đã kích hoạt mình. Trong khi các Tích linh hầu như là những thiếu nữ hay những thiếu niên xinh đẹp, nguồn gốc và đặc điểm của các Vi nha rất đa dạng, họ có thể là một người bình thường, hoặc một người nổi tiếng quyền cao chức trọng hoặc thậm chí là một tên lưu manh côn đồ. Sức mạnh của một Vi nha phụ thuộc vào hai yếu tố: số lượng Tích linh dưới quyền cũng như sự gắn bó giữa Vi nha với các Tích linh của mình. Trong số các Vi nha, có bốn người mạnh nhất "thống trị" bốn khu vực của Tokyo (Bắc, Nam, Đông, Tây); trong đó nhân vật chính Minato là Vi nha của phương Bắc. Nếu một Vi nha bị giết, toàn bộ Tích linh dưới quyền của người này cũng sẽ bị loại khỏi vòng chiến.

### Kế hoạch Tinh linh
Kế hoạch Tích linh (鶺鴒計画 Sekirei Keikaku, Tích linh kế họa), hay còn được Minaka gọi là "Trò Chơi", là một cuộc chiến giữa các nhóm Tích linh - Vi nha diễn ra tại Tokyo. Mục đích tối thượng của những người tham gia là loại khỏi vòng chiến tất cả các nhóm Tích linh - Vi nha khác để nhóm của mình là nhóm duy nhất còn tồn tại; và nhóm chiến thắng sẽ nhận được một "phần thưởng" đặc biệt. Kế hoạch Tích linh bao gồm 6 giai đoạn.
- Giai đoạn 1: Các Tích linh được phóng thích vào Tokyo và phải tìm ra các Vi nha thích hợp để phục vụ. Giai đoạn 1 kết thúc khi 90% số Tích linh đã tìm được Vi nha cho mình.
- Giai đoạn 2: Tokyo bị quân đội của MBI phong tỏa, nội bất xuất, ngoại bất nhập. Giai đoạn này sẽ kết thúc khi tất cả các Tích linh đều được Vi nha kích hoạt.
- Giai đoạn 3: MBI sẽ tổ chức một loạt những trận hỗn chiến giữa các nhóm Vi nha. Ba nhóm sẽ tham gia vào trận thứ nhất và thứ ba (mỗi nhóm được mang tối đa 3 Tích linh), 5 nhóm sẽ tham gia vào trận thứ hai (mỗi nhóm một Tích linh). Nhóm chiến thắng trong mỗi trận đấu này sẽ được nhận phần thưởng là một Thần khí. Trận thứ tư không giới hạn số Vi nha tham gia và phần thưởng cho nhóm chiến thắng là 4 Thần khí (mã số 4-7). Thần khí số 8 bị Matsu và Uzume đánh cắp khỏi tay MBI và giao cho Miya bảo vệ, hiện tại nó đang nằm trong tay của nhóm Minato.
- Giai đoạn 4-6: Nội dung của các giai đoạn này chưa được tiết lộ.

## Truyền thông

### Truyện tranh
Loạt truyện tranh Sekirei bắt đầu đăng trên tạp chí truyện tranh dành cho seinen Young Gangan do Square Enix phát hành từ tháng 6 năm 2005. Các chương sau đó được tập hớp lại để phát hành thành các tankōbon tính đến năm 2011 đã có 11 tập được phát hành.

### Drama CD
Frontier Works đã phát hành một drama CD có tên Sekirei Original Drama CD vào ngày 25 tháng 7 năm 2007.

### Phim hoạt hình

Hình bìa bộ hộp BD của bộ anime thứ hai

Seven Arcs đã thực hiện chuyển thể Sekirei thành phim hoạt hình (anime) với sự đạo diễn của Kusakawa Keiz. Phim được phát sóng tại Nhật Bản từ ngày 02 tháng 7 đến ngày 17 tháng 9 năm 2008 với 12 tập. Cốt truyện phim gần như bám sát hoàn toàn vào diễn biến trong 51 chương đầu của truyện tranh. Sáu DVD đã được phát hành từ ngày 22 tháng 10 năm 2008 đến ngày 25 tháng 3 năm 2009. Một tập OVA đã được thực hiện và đính kèm trong DVD thứ sáu. Bộ hộp Blu-ray của mùa 1 của anime đã phát hành vào ngày 30 tháng 6 năm 2010 với ba đĩa Blu-ray và 1 đĩa CD thêm. Funimation Entertainment đã đăng ký bản quyền phiên bản tiếng Anh của bộ anime thứ nhất để phát hành tại thị trường Bắc Mỹ, Madman Entertainment tiến hành phân phối tại Úc và New Zealand còn Kazé Germany phân phối tại Đức.
Bộ anime thứ hai có tựa Sekirei: Pure Engagement (セキレイ～Pure Engagement～) cũng đã được thực hiện và phát sóng tại Nhật Bản trên kênh Tokyo MX từ ngày 04 tháng 7 đến ngày 26 tháng 9 năm 2010 với 13 tập, một số kênh khác của Nhật cũng bắt đầu phát sóng từ ngày 06 tháng 7 năm 2010. Một tập OVA dài 28 phút cũng được thực hiện khi phát hành hộp BD/DVD đầu của bộ anime. Funimation Entertainment đã đăng ký bản quyền phiên bản tiếng Anh của bộ anime này để phát hành tại thị trường Bắc Mỹ và đã tiến hành phân phối trực tuyến trên trang web của mình, Kazé Germany thì tiến hành phân phối tại Đức.

### Trò chơi điện tử
Alchemist đã phát triển chuyển thể visual novel trên hệ PlayStation 2 có tựa Sekirei: Mirai kara no Okurimono (セキレイ ～未来からのおくりもの～) và đã phát hành vào ngày 29 tháng 10 năm 2009 dưới dạng phiên bản giới hạn và bình thường. Phiên bản giới hạn có đính kèm các bức tượng nhỏ của Musubi và Tsukiumi cũng như Kusano trong áo có hình gấu trúc, một drama CD cùng những bức ảnh minh họa của Matsu. Trong khi Musubi, Tsukiumi, Matsu, Kusano, Miya, Homura, Uzume và Minato vẫn giữ vai trò của họ như trong manga và anime thì có thêm 4 nhân vật mới với hai Sekirei, một Ashikabi và một em bé chỉ có trong trò chơi.
Cốt truyện của trò chơi bắt đầu khi Minato cùng các Sekirei của anh gặp một cô bé bị bỏ rơi trong thành phố và cô bé nói rằng mình đang bị truy đuổi bởi những người mà cô bé chưa từng gặp. Sau đó nhóm của Minato đã gặp Sekirei số 54 Kuruse (来瀬), số 57 Yahan (夜半) và Ashikabi Koya Reiji (甲屋　玲治).

### Âm nhạc
Bộ anime thứ nhất có hai bài hát chủ đề là mở đầu và kết thúc. Bài hát mở đầu có tựa Sekirei (セキレイ) và bài hát kết thúc là Dear sweet heart cả hai bài hát đều được trình bày bởi Hayami Saori (Số 88 Musubi), Inoue Marina (Số 9 Tsukiumi), Hanazawa Kana (Số 108 Kusano) và Endo Aya (Số 2 Matsu), bài hát kết thúc của tập 11 là Kimi o Omou Toki (きみを想うとき) trình bày bởi Hayami. Aniplex đã phát hành đĩa đơn chứa hai bài hát mở đầu và kết thúc vào ngày 23 tháng 7 năm 2008. King Records đã phát hành hai đĩa chứa các bản nhạc dùng trong bộ anime này vào ngày 27 tháng 8 năm 2008 và ngày 22 tháng 10 năm 2008. Sony Pictures Entertainment thì phát hành 5 đĩa nhạc đính kèm với phiên bản DVD đặc biệt.
Chuyển thể trò chơi điện tử cũng có hai bài hát chủ đề là Yaksuko I'm with You (約束 I'm with You) và Survive Baby Survive! cả hai bài hát đều được trình bày bởi Hayami Saori, Inoue Marina, Hanazawa Kana và Endo Aya như bộ anime. Aniplex đã phát hành đĩa đơn chứa hai bài hát này vào ngày 04 tháng 11 năm 2009.
Bài hát mở đầu của bộ anime thứ hai có tựa Hakuyoku no Seiyaku ~Pure Engagement~ (白翼ノ誓約〜Pure Engagement〜) và bài hát kết thúc có tựa Onnaji Kimochi (おんなじきもち) cả hai bài hát đều được trình bày bởi Hayami, Inoue, Hanazawa và Endo như bộ anime đầu. Bài hát kết thúc của tập 10 có tựa Oboeteiru kara (おぼえているから) trình bày bởi Hayami. Đĩa đơn chứa hai bài hát mở đầu và kết thúc đã phát hành vào ngày 21 tháng 7 năm 2010.

## Doanh thu và đánh giá
Tập 8 của truyện tranh Sekirei nằm trong số 30 truyện tranh manga bán chạy nhất ở Nhật Bản, cụ thể nó đứng thứ 3 với 103.811 ấn bản được bán ra từ ngày 24 tháng 2 đến 2 tháng 3 năm 2009. Tập 9 đứng hạng 17/30 với 65.732 ấn bản bán ra trong khoảng từ ngày 21 đến 27 tháng 12 năm 2009. Từ ngày 28 tháng 6 đến 4 tháng 7, tập 10 bán được 47.019 ấn bản, trong tổng số 120.991 ấn bản nó được bán ra, đứng hàng thứ 20 trên 30 manga bán chạy nhất.